# Röptűz (Transformers)
Röptűz (Jetfire, illetve Skyfire) több karakternek is a neve különféle Transformers rajzfilmekben és képregényekben. Rendszerint a jóságos Autobotok oldalán áll, néhány történet szerint eredetileg Álca (Decepticon) volt, mielőtt átállt. Valamennyi megjelenésében egy repülőgép, személyiségei a különféle sorozatokban nagyban különböznek egymástól.

## Története

### Generation 1
Röptűz (Skyfire) – idegen repülőgéppé alakult, mind a rajzfilm, mind a képregény szerint az Álcák oldalán harcolt először, ám később az Autobotok mellé szegődött. Az eltérés, hogy a rajzfilm elmondása szerint több millió évvel ezelőtt Üstökös társa volt, és a Földre zuhant, ahol betemette a jég, míg a képregényben a testét a Földön építették az Álcák Sokkoló parancsára G. B. Blackrock repülőgép összeszerelő gyárában, de az Autobotok keltették életre a Bárkában. A rajzfilmben első megjelenésekor hősi áldozatot hoz, hogy megmentse újdonsült Autobot társait, és a jég fogja lesz ismét. Pár epizóddal később tették ezt az áldozatot semmissé, amikor ugyanis kiásták a jég alól, hogy többet szerepelhessen, és így jobban tudják reklámozni a játékfiguráját. Sorsát nem ismerjük meg, a sorozat harmadik évadja felé az írók lényegében megfeledkeztek róla. A képregényben Üstökös végez vele, később már nem szerepel.
Röptűz eredeti játéka igazából egy Macross / Robotech figura volt, ami egyedivé tette a többi Transformers játék között, a képregényben és a rajzfilmben azonban sokat változtattak a kinézetén, jogi okok miatt. Egyedül egy TV reklámban ábrázolták úgy, ahogyan a figura igazából kinéz, és a reklám szerint az Autobotok építették a Földön – ezt az eredettörténetet már nem tartják elfogadottnak.

### Armada, Energon és Cybertron
Röptűz (Jetfire, nevezték Lángcsóvának is) – mindhárom sorozatban magas rangú Autobot tiszt, rendszerint nagyméretű repülőgépekké alakult. Az Armada-ban és Energon-ban gyakran kombinálódott más Autobotokkal, elsősorban Optimusz fővezérrel. Az Armada c. sorozatban az autobotok önbizalomtól túltengő, nagyszájú főtisztjeként szerepel, aki sokszor virtusból egyedül száll szembe az egész álcahaddal. Bár gyakran kerül nehéz helyzetekbe emiatt, kétségtelenül meglévő képességeit és némi baráti segítséget használva, általában csekély sérülésekkel megússza. Mindazonáltal, ha mások kerülnek bajba, félreteszi a hősködést és számítani lehet a segítségére.

### Animated
Röptűz (Jetfire) – Jetstorm ikertestvére, mindketten vidám, ifjú Autobot katonák, az első repülni képes Autobotok. Kelet-európai akcentussal, furcsa szóhasználattal beszéltek. Képesek voltak egyesülni egy nagyobb robottá, Safeguard-dá. Földönkívüli, futurisztikus repülők voltak, rendelkeztek tűz és szél alapú erőkkel.

### A bukottak bosszúja
Röptűz (Jetfire) – veterán Álca, a legelső Transformerek egyike, egy úgynevezett Kutató (Seeker). Megunva az Álcák és Autobotok háborúskodását, a Földre távozott, ahol olyan sok időt töltött járműként (SR–71 Blackbird) egy múzeumban, hogy csak nagy nehezen tudott átalakulni. Idős, bölcs, roppant erős, de feledékeny robot. Képes bizonyos távolságon belül téridő-járatokat nyitni, és azokon keresztül magát és közelében lévőket egyik helyről a másikra teleportálni. Feji páncéllemezei szakállra emlékeztetnek, futóművét járópálcaként használja, mivel hajlatai ingatagok. Rozsdásodik, szikrák pattognak testéről, szájából folyadék csurog, fenekéből pedig lassító ernyők lövellnek ki, ezek mind rossz fizikai állapotának jelei. Feláldozta magát, hogy alkatrészeiből harci felszerelést készítsenek Optimusz fővezér számára. Optimusz így legyőzte az ősi gonoszt, a Bukottat, de a harc során Röptűz alkatrészei használhatatlanná váltak, végül pedig csak ócskavas maradt feláldozott testéből. Röptűz apja, az ő állítása szerint, az első földi kerék volt, és nem tudott átalakulni, habár büszke robot volt.
Röptűzt a Transformer rajongók az Autobotok csapatának fontos tagjaként tartják számon, noha eredetileg sokkal inkább különleges kinézete és képességei, semmint személyisége tette egyedivé. Legutóbbi két inkarnációja kevert fogadtatásban részesült, mivel nagyban különböztek Röptűz korábbi ábrázolásaitól, de elmondható, hogy nagyrészt elnyerték a rajongóközösség tetszését.

## Szinkronhangok
| Név     | Magyar Név        | Eredeti hang      | Magyar hang                                                                                         | Sorozat/Film                                                | Év        |
| ------- | ----------------- | ----------------- | --------------------------------------------------------------------------------------------------- | ----------------------------------------------------------- | --------- |
| Jetfire | Jetfire           |                   | TBA                                                                                                 | Transformers G1                                             | 1984-1987 |
| Jetfire | Géptűz            | Scott McNeil      | Láng Balázs                                                                                         | Transformers: Armada                                        | 2002-2003 |
| Jetfire | Lángcsóva/ Röptűz | Scott McNeil      | Kárpáti Tibor (1. szinkron), Kisfalusi Lehel (2. szinkron), Joó Gábor (2. szinkron, néhány részben) | Transformers: Energon                                       | 2004-2005 |
| Jetfire | Röptűz            | Brian Drummond    | Kárpáti Tibor (1. szinkron), Kisfalusi Lehel (2. szinkron)                                          | Transformers: Cybertron                                     | 2005-2006 |
| Jetfire | Lángcsóva         | Brian Drummond    | | Transformers: Első Optimus Megatron Ellen - A Végső Ütközet | 2007      |
| Jetfire | Jetfire           | Tom Kenny         | TBA                                                                                                 | Transformers: Animated                                      | 2007-2009 |
| Jetfire | Röptűz            | Mark Ryan         | Várkonyi András                                                                                     | Transformers: A bukottak bosszúja                           | 2009      |
| Jetfire | Jetfire           | Jeremy Levy       | TBA                                                                                                 | Transformers: Cyberverse                                    | 2018-2021 |
| Jetfire | Jetfire           | Keith Silverstein | TBA                                                                                                 | Transformers: Háború Kibertron bolygójáért trilógia         | 2020-2021 |